# ドミトリ・ロスコフ
ドミトリ・ロスコフ（Дмитрий Лоськов, 1974年2月12日 - ）は、ロシア・クルガン出身の元サッカー選手、サッカー指導者。現役時代のポジションはミッドフィールダー。
ロコモティフ・モスクワのレジェンドで、長くチームの主将を務めた。2002年と2004年にプレミアリーグで優勝し、2000年と2003年にリーグ得点王、4シーズンでアシスト王に輝いた。2002年と2003年に2年連続でロシア年間最優秀選手に選ばれるなど、多くの個人賞を受賞し、また、ほぼすべてのロコモティフのクラブ記録を塗り替えた。
ソビエト連邦の崩壊後、ロシア・トップリーグ初年度である1992年シーズンからプレーし、トップディビジョンで20シーズンに渡ってプレーした最初の選手である。
2000年から2006年までロシア代表で25試合2得点の成績を残し、2004年にはUEFA EURO 2004のメンバーに選出された。

## 経歴

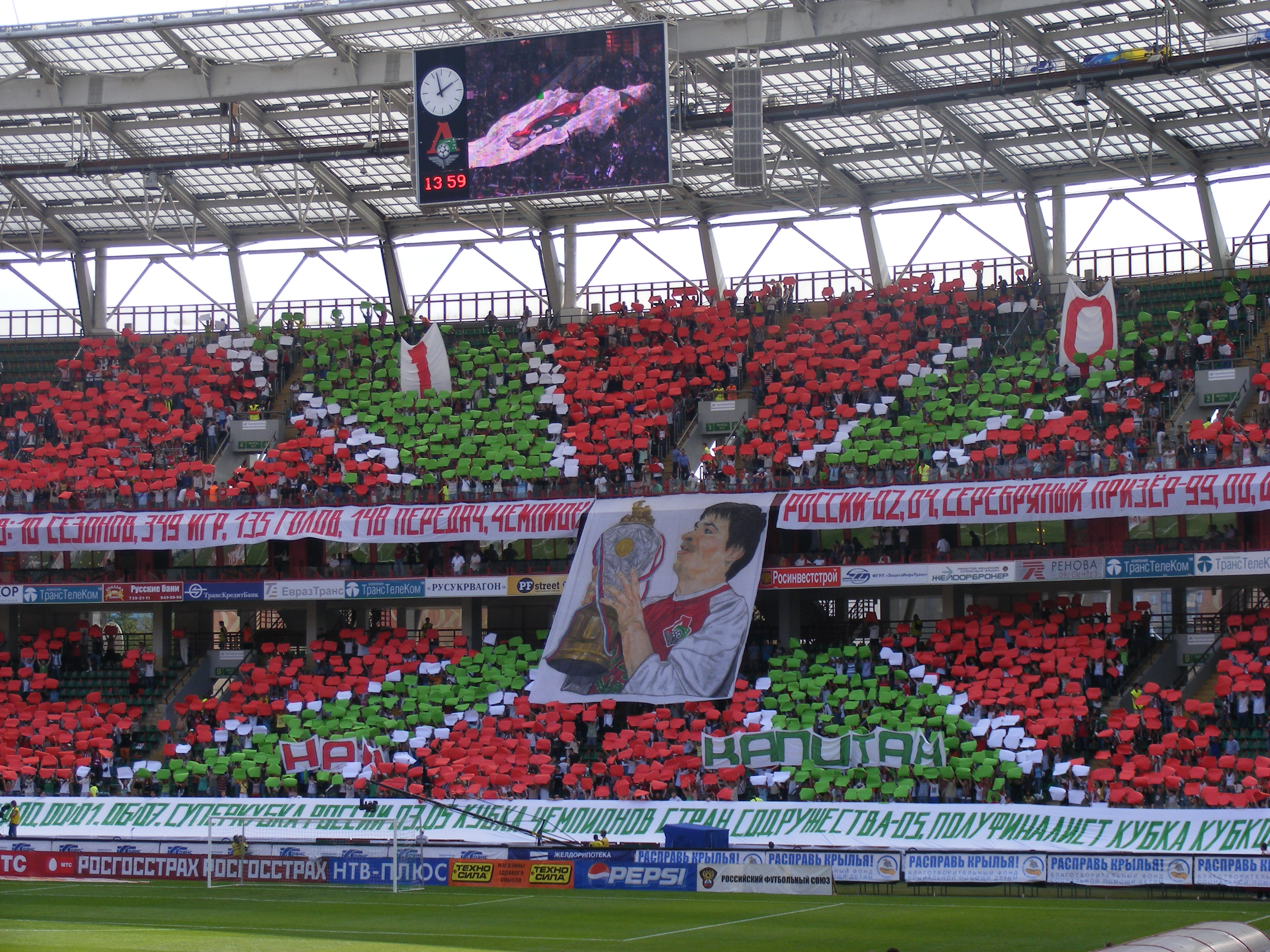
ロスコフの退団を惜しむロコモティフ・サポーター

ロスコフはクルガンのスポーツスクール「ДЮСШ №3」でサッカーを始めた。1991年にロスツェルマシュでシニアキャリアを開始し、1996年までにリーグ戦117試合25得点の成績を残した。1992年7月2日に行われたクバン・クラスノダール戦に途中出場し、ロシアのトップディビジョンデビューを果たした。
1996年にロコモティフに移籍し、1997年3月16日に行われたバルチカ・カリーニングラード戦でデビューした。リーグ優勝2回、カップ優勝3回、スーパーカップ優勝2回のクラブタイトルを獲得し、個人でも多くの賞を受賞した。2002年にはロコモティフがリーグ初優勝を決めたCSKAモスクワ戦に主将として出場し、唯一の得点を決めた。国際舞台でも、UEFAカップウィナーズカップ 1997-98とUEFAカップウィナーズカップ 1998-99で2度のベスト4、UEFAチャンピオンズリーグ 2003-04でベスト16に進出した。2003年10月21日に行われたグループステージ第3節のインテル戦では先制点を挙げ、3-0の勝利に貢献した。多くのクラブ記録も塗り替え、クラブを象徴する選手となった。
2007年7月、アナトリー・ブイショヴェツ監督との確執により、サトゥルン・ラメンスコーエに3年契約で移籍した。同年8月25日、サトゥルンの選手としてロコモティフと初めて対戦し、ペナルティーキックを決めて勝利に貢献した。契約満了までの3年間でリーグ戦53試合7得点を記録した。
2010年7月27日、同年12月31日までの契約でロコモティフに復帰した。コーチングスタッフとしてディナモ・キーウに加入するという報道もあったが、同年12月に2012年夏まで契約を延長し、2012年7月18日にはさらに1年契約を締結した。ロコモティフのオルガ・スモロドスカヤ会長はロスコフを「ロコモティフの生ける伝説」と称した。2013年5月31日に契約満了後、選手として契約延長の提案はなく、コーチングスタッフとしてクラブで働くことを提案されたが断り退団した。
2016年8月、コーチングスタッフとしてロコモティフに復帰した。ロスコフは2012年9月にアウェーで行われたロシア・カップの試合を最後に公式戦に出場していなかったため、サポーターの前で引退試合を行うことを目的として、2017年2月24日に選手登録された。同年5月13日、ロコモティフ・スタジアムで行われたプレミアリーグ第28節FKオレンブルク戦に先発出場し、約10分間プレーした後にアレクセイ・ミランチュクと交代した。過去2回のロコモティフ所属時と同じく背番号10のユニフォームを着用し、キャプテンマークを巻いた。

## 獲得タイトル

### クラブ
- FCロコモティフ・モスクワ
  - ロシアサッカー・プレミアリーグ: 2 (2002, 2004)
  - ロシア・スーパーカップ：2 (2003, 2005)
  - ロシア・カップ: 4 (2000, 2001, 2007, 2017)
  - CISカップ：1 (2005)

### 個人タイトル
- ロシアサッカー・プレミアリーグ得点王: 2 (2000, 2003)
- ロシア年間最優秀サッカー選手賞: 2 (2002, 2003)